# Марія Шерифович

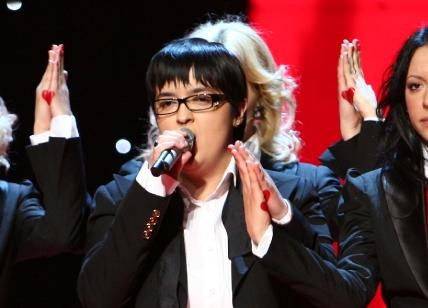
Марія Шерифович на Євробаченні

Марі́я Шерифо́вич (серб. Марија Шерифовић; *14 жовтня 1984, Крагуєвац) — сербська співачка, переможниця Євробачення 2007 з піснею «Molitva» сербською мовою. Виконує фольклорний репертуар. 

## Біографія
Марія Шерифович народилася 14 листопада 1984 року у м. Крагуєвац, Сербія. Мати — відома сербська фольклорна співачка Веріца Шерифович. Батько Райко має турецьке коріння. Марія має турецько-ромське походження.
Співала з першого класу середньої школи, спочатку також народні пісні, потім поп-репертуар.
Вперше Марія публічно виступила у 12 років з піснею Вітні Г'юстон I will Always Love You. Закінчила музичну школу в Крагуєваці. Після закінчення середньої школи живе в Белграді.

## Кар'єра
Дебютний альбом «Naj, najbolja» (Най, найкраща) вийшов у 2003 році, це і стало початком музичної кар'єри Марії. На сербській музичній сцені Шерифович виділяється своїм потужним і проникливим вокалом, вільним стилем в одязі, характерною поведінкою та стилем виконання пісень.
Мала багато успішних виступів на музичних фестивалях: Будванському, національному відборі до ПКЄ Беовизија, та з рештою на Пісенному конкурсі Пісенний конкурс Євробачення 2007, у Гельсінкі.
Влітку 2005 року Марія Шерифович випустила сингл Agonija, який є кавер-версією пісні грецької співачки Деспіни Ванді I believe it.
Наступним, другим альбомом співачки став «Bez ljubavi» («Без кохання») котрий вийшов у 2006 році, і став дуже популярним як у Сербії, так і за кордоном. На початку 2007 року вийшов сингл під назвою Bez tebe («Без тебе»).
21 лютого 2007 року відбувся перший сольний концерт Марії Шерифович.
8 березня 2007 року Шерифович виграла на конкурсі Беовизиja-2007 з піснею Молитва, ставши першою з представників від незалежної Сербії на конкурсі Євробачення, а також здобувши на ньому перемогу, надала Сербії право провести Євробачення у Белграді. Її переможна пісня була записана англійською (Destiny), фінською (Rukoilen) та російською (Молитва) мовами.
Пізніше вийшов третій альбом «Nisam Anđeo» — 2008 рік, та четвертий «Anđeo» — 2009 рік відповідно.

## Особисте життя
У своєму документальному фільмі «Ispovest» 2014 року Шеріфович зізналася, що мала стосунки з жінками. Під час свого новорічного концерту у 2022 році перед будівлею Народної скупщини Сербії Шеріфович увімкнула зображення веселкового прапора ЛГБТ з цитатою «Ljubav je zakon» («Любов — це закон») щодо легалізації одностатевих домашніх партнерств у Сербії.

## Фестивалі
- Будванський фестиваль 2003, «Горка чоколада»
- Будванський фестиваль 2004, «Бол до лудила», перше місце
- Беовизија 2005., «Понуда», сьоме місце
- Сербський фестиваль радіо 2005, «У недељу», перше місце
- Фестиваль «Врњачка бања» 2006, «Дуго»
- Беовизија 2007., «Молитва», перше місце
- Євробачення 2007., «Молитва», перше місце.

## Альбоми
- 2003: Нај, најбоља (Naj, najbolja)
- 2006: Без љубави (Bez Ljubavi)
- 2007: Молитва (Molitva) (сингл)
- 2008: Нисам анђео (Nisam аnđeo)
- 2009: Анђео (Anđeo)